# Büyük Yayla, Çayırlı
Büyükyaylaköy là một xã thuộc huyện Çayırlı, tỉnh Erzincan, Thổ Nhĩ Kỳ. Dân số thời điểm năm 2010 là 115 người.